# Bolitoglossa meliana
Espèce
Statut de conservation UICN

 EN B1ab(iii) : En danger
Bolitoglossa meliana est une espèce d'urodèles de la famille des Plethodontidae.

## Répartition
Cette espèce est endémique du Guatemala. Elle se rencontre dans les départements du Quiché et de Baja Verapaz dans la Sierra de Chuacús.

## Publication originale
- Wake & Lynch, 1982 : Evolutionary relationships among Central American salamanders of the Bolitoglossa franklini group, with a description of a new species from Guatemala. Herpetologica, vol. 38, no 2, p. 257-272.